# 培養路線
培養路線（英語: Feeder line）は、公共交通機関における概念。
ネットワーク上のフィーダー線の概念が交通網にも転化され、特にアメリカ合衆国では航空輸送と鉄道輸送で用いられる。大量輸送が可能な基幹路線は重要な結節点の間を結ぶが、培養路線は結節点から外れた各々の地点と結節点の間を結び、基幹路線に接続する役割を果たす。
日本の国鉄バスでは、「培養」を鉄道路線から離れた地域の貨客を鉄道駅に導くものとして、国鉄バス四原則の一つに数えていた。房総西線（現在の内房線）に接続する北倉線や、上越線に接続する吾妻線（鉄道路線の吾妻線とは別）などが培養路線とされた。

## 参考資料
- 加藤佳一『つばめマークのバスが行く 時代とともに走る国鉄・JRバス』交通新聞社〈交通新聞社新書〉、2014年4月15日。ISBN 978-4330459141。

| サブスタブ | この項目は、まだ閲覧者の調べものの参照としては役立たない、書きかけの項目です。この項目を加筆・訂正などしてくださる協力者を求めています。このテンプレートは分野別のサブスタブテンプレートやスタブテンプレート（Wikipedia:分野別のスタブテンプレート参照）に変更することが望まれています。 |